# Citerònids
Els citerònids (Cithaeronidae) són una família d'aranyes araneomorfes. Fou descrita per primera vegada per Eugène Simon l'any 1893.
Són aranyes nocturnes que es mouen ràpidament; cacen activament de nit. Descansen durant el dia en retirs de seda que construeixen sota les pedres. Les femelles de Cithaeron fan entre 5 a 7 mm de llarg; els mascles, uns 4 mm. Són tons pàl·lids, de color groguenc i tenen preferència per llocs pedregosos i secs.

## Sistemàtica
Els citerònids, segons el World Spider Catalog del 24 d'agost de 2017, són una família amb dos gèneres i vuit espècies:
Cithaeron O. P-Cambridge, 1872
- Cithaeron contentum Jocqué & Russell-Smith, 2011 — Sud-àfrica
- Cithaeron delimbatus Strand, 1906 — Àfrica oriental
- Cithaeron dippenaarae Bosmans & Van Keer, 2015 - Marroc
- Cithaeron indicus Platnick & Gajbe, 1994 — Índia
- Cithaeron jocqueorum Platnick, 1991 — Costa d'Ivori
- Cithaeron praedonius O. P.-Cambridge, 1872 — Grècia, Líbia fins a Malàisia, Austràlia i Brasil
- Cithaeron reimoseri Platnick, 1991 — Etiòpia

Inthaeron Platnick, 1991
- Inthaeron rossi Platnick, 1991 — Índia

### Superfamília Gnaphosoidea
Els citerònids havien format part dels gnafosoïdeu (Gnaphosoidea), una superfamília formada per set famílies entre les quals destaquen pel seu nombre d'espècies els gnafòsids (1.975) i els prodidòmids (299).
Les aranyes, tradicionalment, havien estat classificades en famílies que van ser agrupades en superfamílies. Quan es van aplicar anàlisis més rigorosos, com la cladística, es va fer evident que la major part de les principals agrupacions utilitzades durant el segle XX no eren compatibles amb les noves dades. Actualment, els llistats d'aranyes, com ara el World Spider Catalog, ja ignoren la classificació per sobre del nivell familiar.